# Идская волость
Идская во́лость — низшая административно-территориальная единица в составе Чухломского уезда Костромской губернии Российской империи и СССР, существовавшая в 1727—1929 годах.
Волостной центр — д. Симоново (ныне не существует).

## История
14 января 1929 года Костромская губерния и все её уезды были упразднены, большая часть Чухломского уезда вошла в состав Костромского округа Ивановской Промышленной области.

## Состав волости
По данным на 1907 год в состав волости входили нижеследующие населённые пункты.
Бушнево (Бучнево) д., Горка д. на рч. Калиновик, Городище пог. на рч. Сундоба, Заречье д. на рч. Ида, Зворково д., Ида с., б., Ивкино д., Кабаново д., Карпово д. на рч. Калиновик, Курьяново д., Латуново д., Малинник д., Меньшиково д., Овсяниково д. на рч. Сундоба, Омляково д. руч. Студенец, Починок д. на рч. Солоничка, Пуминово д. на рч. Каменка, Пуповатово д. на рч. Пуповатка, Пустыня д. на рч. Сундоба и Волковица, Рагозино д. на рч. Сундоба, Савино д., ус. на рч. Ида, Салово д., Симоново д., Сторож. лес. к-ца Сергеева на рч. Ида, его-же на рч. Хмелевиц, Строево д., Сундоба д. на рч. Сундоба, Телегино д., Тереньково д., Чертово д. на рч. Волковица, Чертово усадьба, ш. на рч. Волковица.